# Recherche-action
La recherche-action (ou recherche-intervention, ou encore recherche-expérimentation) est une démarche et une méthode de recherche scientifique qui vise à mener en parallèle et de manière intriquée l'acquisition de connaissances scientifiques et des actions concrètes et transformatrices sur le terrain. Ce double objectif est souvent associé à une réflexion critique, notamment dans les sciences sociales où la recherche-action trouve son origine, même si on la retrouve désormais dans de nombreux autres champs scientifiques (e.g., psychosociologie, médecine et santé publique, sciences de l'éducation, etc.). 

## Histoire de la recherche-action
De nombreuses démarches empiriques au cours de l'histoire des sciences peuvent trouver une certaine analogie avec la démarche de recherche-action, avec par exemple Henri Fayol qui (en 1900) essaie de rationaliser l'organisation de l'administration sur la bases de données scientifiques et d'expérimentation méthodiques (qui relèvent de ce qu'on désigne aujourd'hui comme les sciences de gestion).
Néanmoins, on fait généralement débuter l'émergence de ce paradigme aux travaux du psychologue germano-américain Kurt Lewin qui utilisa le premier le terme « recherche-action » (action research), en 1944, pour décrire ses propres recherches entamées 10 ans auparavant sur les minorités (notamment les migrants juifs ayant fui le nazisme, dont il fait partie). Ayant à cœur, en tant que chercheur en sciences sociales, de faire en sorte que ses connaissances sur les obstacles et les ressources de la dynamique des groupes, puissent servir concrètement à l'amélioration du sort des groupes dominés de la société, il aboutit à cette formalisation de la recherche-action : une « recherche comparative sur les conditions et effets de différentes formes d'action sociale et de recherche menant à l'action sociale » à travers une « série d'étapes constituées chacune d'un cycle de planification, action et évaluation (fact-finding) des résultats de l'action ». 
Au cours des années 1960, la remise en cause des institutions non seulement sociales et politiques mais aussi académiques et scientifique, alimentée par des courants de pensées comme le postmodernisme ou la théorie critique, inscrit la recherche-action dans des voies très variées par lesquelles les savoirs de l'homme sortent de leur enceinte institutionnelle (du soin, de l'éducation, de l'organisation, de la recherche) pour dynamiser le changement social.
Et au cours des années 1970, cette démarche croise celle de la recherche de l'émancipation et de l'autonomie , l'empowerment (le pouvoir-faire, dans la tradition communautaire anglo-saxonne) qui devient un thème politique mobilisateur.

### Histoire de la recherche-action en France
En 1986, lors d'un colloque à l'Institut national de recherche pédagogique (INRP, Paris), les chercheurs sont partis de la définition suivante : il « s'agit de recherches dans lesquelles il y a une action délibérée de transformation de la réalité ; recherches ayant un double objectif : transformer la réalité et produire des connaissances concernant ces transformations ».
Une conception « classique » de la recherche-action consiste à penser que cette méthode nouvelle n'est qu'un prolongement particulier de la recherche traditionnelle en sciences sociales, s'appuyant sur l'idée que l'humain et le social, en tant qu'objets d'études, présentent des caractéristiques spécifiques qui appellent à la mise en place d'une méthode différente de celle qui a cours dans les « sciences dures » : intériorité, non-déterminisme et singularités. Elle implique dans le processus de construction de la recherche, aussi bien le chercheur que les acteurs participant à l'expérimentation.

## La recherche-action en milieu urbain: la ville est-elle soluble dans les sciences sociales?
Dans une première acception du terme, la « recherche-action » est essentiellement liée au développement du phénomène urbain quand celui-ci s'accompagnerait d'une exacerbation des clivages sociaux. Tant qu'on est face à ce contexte émergent, elle peut être un outil d'une sociologie naissante (ce fut le cas le cas aux États-Unis avec la première École de Chicago). Plus généralement, c'est, si l'on veut, une altération de l'enquête sociale (au sens administratif) versus militantisme. Ainsi, les démarches de recherche-action puisent simultanément leurs techniques dans les méthodes d'investigation des sciences sociales et dans les pratiques de formation des adultes telles qu'elles se sont développées dans certains champs de l'éducation populaire et du perfectionnement des cadres.

### Les années 1930: l'École de Chicago
L'École de Chicago, et notamment ce qu'elle avait appelé la « sociologie clinique » dès les années 1930, se centre sur la personne individuelle en difficulté. Ce qui s'est appelé plus tard en France « Action éducative en milieu ouvert » (AEMO) paraît typique de cette tradition de recherche-intervention.

### Les années 1950: Alinsky, Moreno, Lewin et les autres
L' « intervention communautaire » a plusieurs promoteurs : Saul Alinsky et les « organisateurs de communautés » aux États-Unis après 1950, leurs émules québécois et latino-américains, Paulo Freire au Brésil, Danilo Dolci en Italie et plus récemment tous ceux qui interviennent auprès des enfants des rues, dans les favelas auprès des minorités culturelles et des exclus.
À la suite des émeutes raciales à Harlem au début des années 1930 apparaît un mode d'intervention original : le sociogramme de Moreno. Augusto Boal et le « théâtre de l'opprimé », ainsi que le théâtre forum (actuel en France) s'inscrivent dans cette généalogie.
Kurt Lewin et ses continuateurs proches ou lointains interviennent après les années 1950 en milieu ouvert urbain ou rural (Lewin, 1951) sous les auspices du planned charge, du développement communautaire, des expérimentations sociales, ou dans une perspective socio-clinique inspirée par la psychanalyse, comme dans les travaux britanniques de l'Institut Tavistock ou ceux français de l'Institut Charles Rojzman (Rojzman, 2015).

### Les années 1970: les recherches-actions urbaines
Les recherches-actions urbaines, telles que l'auditeur français contemporain peut les comprendre, se développent au cours des années 1970 au Royaume-Uni, en Europe continentale, aux États-Unis, depuis les grands programmes anglais jusqu'à l'advocacy planning ou l'urbanisme démocratique. Plus récemment en France, c'est le Développement social urbain et toutes les pratiques générées par les politiques de la ville.

## Les interventions sociologiques: la sociologie est-elle soluble dans l'action?
Dans une seconde acception, la « recherche-action » est essentiellement une approche méthodique (de la fracture urbaine, du changement social ou de l'entreprise) à la recherche d'effets pratiques. Son émergence est concomitante avec l'institutionnalisation de la sociologie, en tant justement qu'elle se développera hors-institution. C'est, si l'on veut, une altération de la lecture sociologique (au sens académique) versus autonomie de la société.

### Les années 1960: la recherche contractuelle
Les années 1960 voient l'apogée d'une élaboration des pratiques d'intervention engagée dans l'après-guerre, qui s'intéresse particulièrement à l'école et à la pédagogie, à la psychiatrie et à l'éducation spécialisée, à la gestion du personnel et aux modèles socio-productifs. Cette période est marquée par trois courants phares : la pédagogie institutionnelle, la psychothérapie institutionnelle et l'intervention psychosociologique. Cette première génération de chercheurs de « sensibilité interventionniste », regroupés par exemple au sein du Centre d'études, de recherches et de formation institutionnelles (CERFI), ambitionne de transformer les dynamiques institutionnelles, à la fois par un effort d'élucidation du rapport à l'institué, par une valorisation du rôle instituant des groupes et par une modification des manières de « faire implication » et de « faire socialité » au sein des organisations.

### Les années 1970: l'analyse institutionnelle et la sociologie de l'action collective
L'intervention devient action de changement et de transformation, y compris dans des formulations très radicales. Le rapport social, dans ses différentes déclinaisons, se présente alors comme l'enjeu principal de la démarche d'intervention. Dans cette perspective, la sociologie est fortement sollicitée. Deux courants sont emblématiques de ce moment de forte politisation : le courant de l'analyse institutionnelle (René Lourau, 1970 ; Georges Lapassade, Gérard Mendel, Rémi Hess) et le courant de la sociologie de l'action collective et des mouvements sociaux qui se structure autour des travaux d'Alain Touraine en particulier (Touraine, 1978). Ces deux courants perdurent encore aujourd'hui sous des formes plus ou moins renouvelées (voir notamment René Barbier et sa « recherche-action existentielle et transpersonnelle », etc.).

### Depuis les années 1980: l'expertise contre l'intervention de recherche
Le déclin des grands ou modestes récits d'émancipation au cours des années 1980 fragilise la démarche de recherche-intervention, pas nécessairement en termes de pertinence théorique ou méthodologique, mais plutôt sur le plan de son ambition sociale. C'est d'ailleurs au cours de cette période que se banalisent et se généralisent les activités de consultance. Les interventions de recherche se trouvent minorées, voire parfois marginalisées. La période est plutôt en attente de prestations d'expertise, censées informer rapidement et « utilement » l'action des politiques publiques ou des organisations productives.

### Les années 2000: vers un renouveau?
Le déclin des grands programmes institutionnels, ainsi que les désigne François Dubet, contribue à un repositionnement des démarches de recherche-intervention dans au moins deux perspectives théoriques et méthodologiques.
D'une part du côté d'une démarche clinique en science sociale, à savoir un mode d'intervention qui privilégie les constructions de sens in situ et en contexte, la prise en compte de la subjectivité et du savoir de l'acteur concerné et les dynamiques, symbolique, imaginaire..., spécifiques à la situation rencontrée (par exemple la « sociologie clinique » de Vincent de Gaulejac, 2007 ou sur le terrain du travail, la clinique de l'activité d'Yves Clot).
D'autre part du côté d'une démarche d'expérimentation sociale et politique qui « éprouve » une situation plutôt qu'elle ne l'explore, à l'occasion de la mise en action de projets ou d'initiatives avec les acteurs concernés, dans des situations qui les impliquent personnellement et socialement (par exemple la « sociologie contributive » de Pascal Nicolas-Le Strat, 2013 ou le « laboratoire social » d'Hugues Bazin).
Enfin, pilotée par Asmae ASBL. sous le nom de « Recherche Action Participative » (RAP), une méthode permet à tous groupes, d’enfants, de jeunes ou d’adultes, de se prendre en main à travers une action décidée ensemble. Ceci ne peut se faire qu'après une recherche et une analyse de l’environnement. L’animateur chargé d’accompagner un groupe laisse une totale liberté d’initiative à celui-ci, il n’est là que pour « faciliter » la démarche entreprise par le groupe. Nous appellerons donc l'animateur, un facilitateur. 
Cette méthode de « Recherche Action Participative », découverte par Asmae ASBL en 1993, permet la création d'un Réseau International RAP. Ce réseau permet de restituer le contenu d'une recherche-action pour permettre à d'autres personnes de profiter de l'expérience pour trouver des solutions à des problèmes similaires. 
Jessy Cormont du courant de l'action-recherche matérialiste fondé par Saïd Bouamama, indique que « la méthode d’action-recherche part de l’action (du réel et de ses besoins), pour remonter vers un travail d’analyse et d’élaboration théorique à visée pratique, pour revenir à l’action ».